# اولگ ویدوف
اولگ ویدوف (انگلیسی: Oleg Vidov؛ زاده ۱۱ ژوئن ۱۹۴۳  درگذشته ۱۵ مه ۲۰۱۷) بازیگر روس بود.
از فیلم‌های معروف او می‌توان به بازی در فیلم داغ سرخ، سیزده روزسیزده روز، رابطه عاشقانه اشاره کرد.